# La Ilustración Católica
La Ilustración Católica fue una revista cultural española impresa en Madrid entre 1877 y 1894.

## Historia
Se publicó desde el 5 de agosto de 1877 hasta 1894, último año del que se tiene constancia de la existencia de números. En un principio tenía una periodicidad semanal, apareciendo todos los domingos, aunque más tarde pasó a publicarse cada diez días —el 5, el 15 y el 25 de cada mes— e incluso en sus últimos años de forma quincenal. Incluía numerosos grabados, uno de ellos siempre en la primera página, que bien recogían retratos de personalidades importantes relacionadas con la Iglesia católica o bien arte religioso.
Se destacó por sus críticas a la novela de la época, la indiferencia hacia literatos de éxito de corte liberal y su enfoque en autores cristianos. Su línea editorial hacía hincapié en los problemas que supuestamente conllevaba la lectura, posicionándose en contra de «la literatura venenosa y ruin de los dramaturgos y novelistas franceses, corruptores de las costumbres cristianas» y en general de la cultura francesa, además de condenar los avances de la ciencia y la técnica.

## Colaboradores
En ella participaron autores como Valentín Gómez, Manuel Pérez Villamil, Francisco Navarro Villoslada, Antonio de Valbuena, Ceferino Suárez Bravo, Gabino Tejado, Manuel Ossorio y Bernard, Ángel Salcedo y Ruiz, José Selgas, Luis Coloma, José María de Pereda o Manuel Polo y Peyrolón.

## Referencias

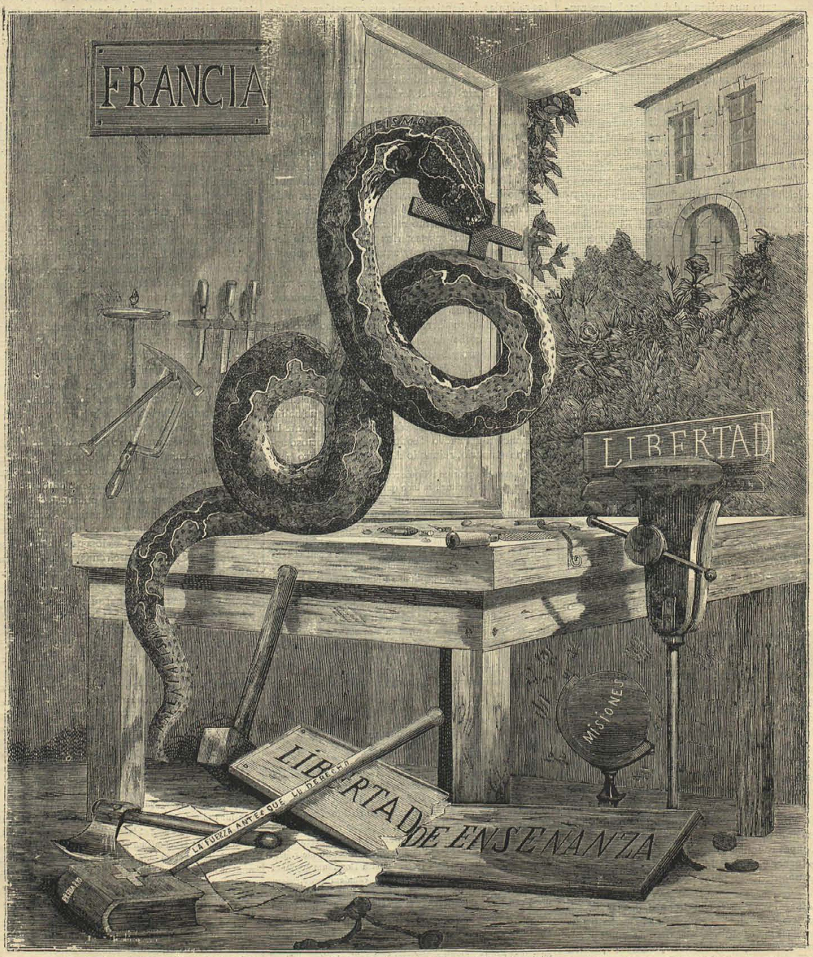
La serpiente y la lima, grabado publicado en la revista en 1881.